# Сачхере
Сачхере (груз. საჩხერე) — город с 01.04.1964 (посёлок городского типа с 10.11.1926), центр Сачхерского муниципалитета Грузии.
Население — 7140 жителей (2014).
Расположен на реке Квирила (приток Риони). Конечная железнодорожная станция ветви (48 км) от Зестафони (на линии Самтредиа — Тбилиси Грузинской железной дороги).

## Муниципалитет Сачхере
Сачхере — находится на крайнем востоке Имеретии. На территории района находится часть сачхерско-чиатурской равнины, плотно застроенный деревнями, и большой горный участок, занимающий более половины площади района. Долина Квирилы тут не особенно красива — рядом в Чиатуре она гораздо эффектнее.
На территории района находится несколько крепостей и более десятка храмов. 
Дороги в районе немногочисленны. Одна дорога ведет на Чиатуру, и ещё одна на юг, в Хашурский район. Несмотря на близость частично признанной Южной Осетии, там нет никаких блокпостов и вообще никакой полицейской активности.
Остальное — непроезжие грунтовые дороги и тропы. На север, в район Они, дороги не было до 2021 года. Дорога в частично признанную республику Южную Осетию перекрыта.

## История
С конца XV века в районе находятся земли князей Церетели, фамильная крепость Церетели — Модинахе (в Сачхере) и фамильный монастырь Джручи.
В XIX веке Сачхере был очень разнообразным городком со значительным населением грузинских евреев. По официальным данным, опубликованным в Тифлисе в 1880 году, население в 1 034 человека имело следующий религиозный состав: 628 евреев, 206 православных христиан, 200 армян-григорианцев.
В 1878 году 9 сачхерских евреев были обвинены в убийстве христианской девочки из села Перевиси Шорапанского уезда и в употреблении ее крови в ритуальных целях. По «Кутаисскому делу» они предстали перед Кутаисским окружным судом в марте 1879 года. Все были оправданы. Адвокат Петр Александров, успешно защищавший русскую революционерку Веру Засулич в 1878 году, помог убедить кутаисских судей, что обвинения в основном основаны на ложных показаниях.

## Экономика
Производство кирпича, винодельческий и консервный заводы. Транспорт представлен маршрутками, до 2008 года существовала Междугородная троллейбусная линия в Чиатуру.

## Культура
Сачхерский музей им. Акакия Церетели (село Схвитори).

## Достопримечательности
В Сачхере сохранилась средневековая церковь Эхвеви (XI в.).
Над городом на горе находятся остатки крепости Модинахе.

## Спорт
В городе базируется футбольный клуб «Чихура», выступающий в Чемпионате Грузии по футболу.

## Галерея

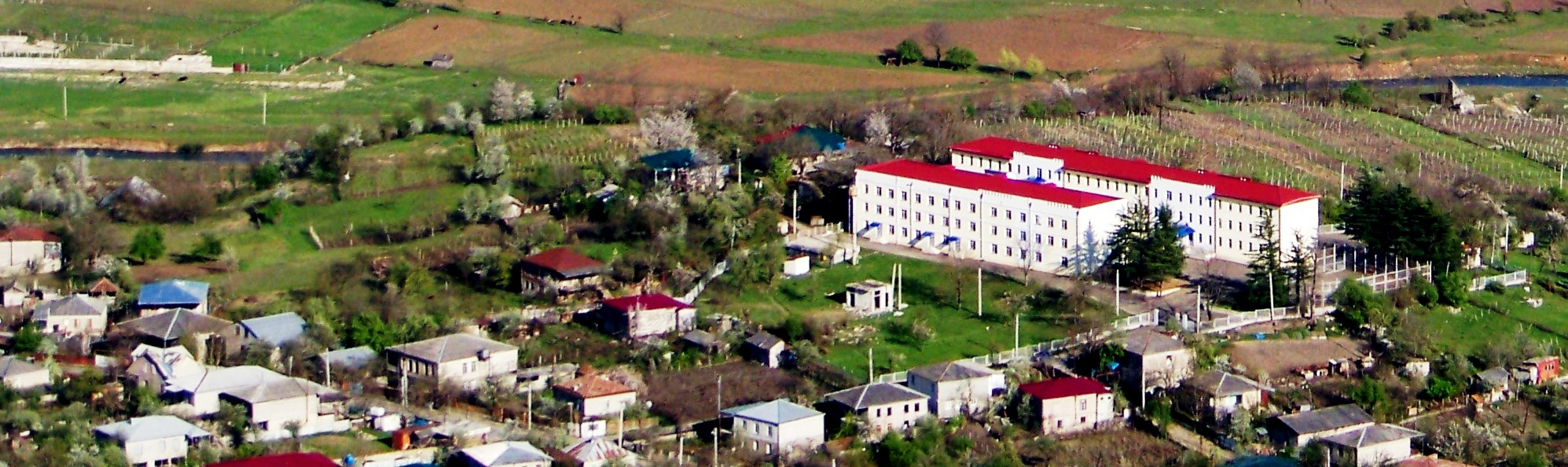
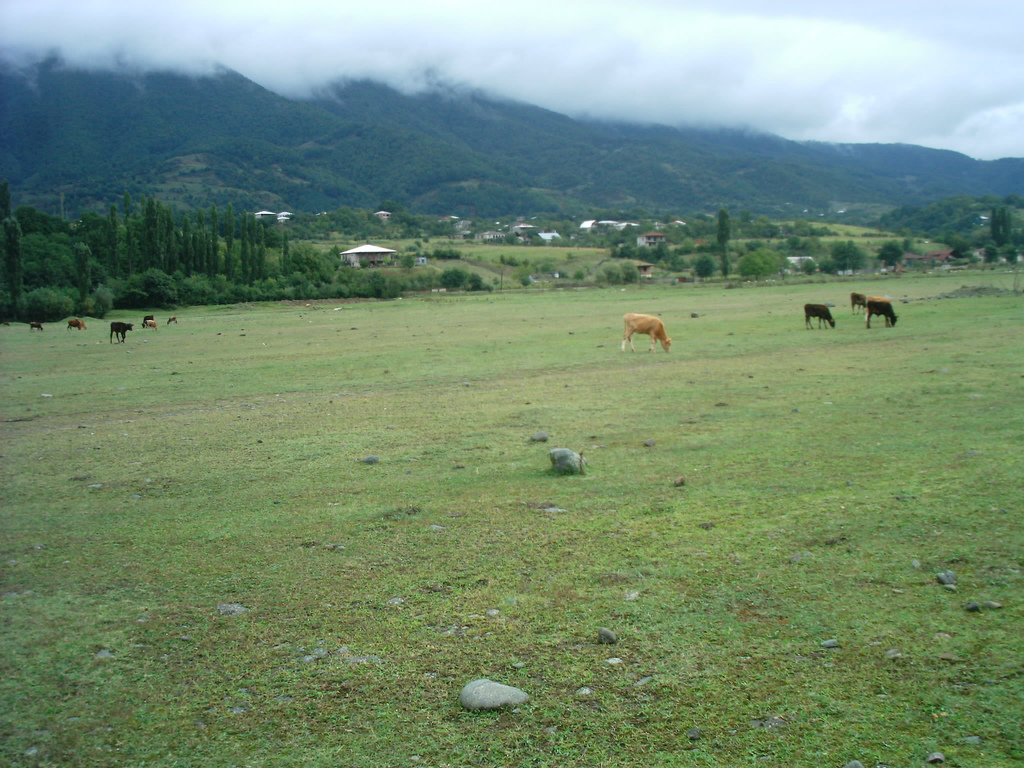
Бывшая взлётно-посадочная полоса

## Известные уроженцы
- Георгий Асанидзе (1975) — грузинский тяжелоатлет, победитель Летних олимпийских игр 2004 года в Афинах.
- Лаша Талахадзе (1993) — грузинский тяжелоатлет, победитель Летних олимпийских игр 2016 года в Рио-де-Жанейро.
- Акакий Церетели (1840—1915) — известный грузинский поэт (село Схвитори).
- Георгий Элиава (1892—1937) — грузинский микробиолог.